# Földes Zoltán
Földes Zoltán (Csíksomlyó, 1884. október 15. – Budajenő, 1956. július 28.) magyar elbeszélő, tankönyvíró.

## Életútja
Csíksomlyón tanítói oklevelet, Kolozsvárt jogi doktorátust szerzett, tanító lett. Már az I. világháború előtt több verskötete jelent meg. A Hírnök, Pásztortűz, Vasárnap, Új Cimbora, Jóbarát, Erdélyi Tudósító munkatársa, 1929-30-ban Angyalkert (később Erdélyi Kis Pajtás) című gyermekújságot adott ki.
Gyermekek számára írt köszöntőkönyvet (Kolozsvár, 1923) és iskolai használatra elkészítette Maros-Torda vármegye földrajzát (Kolozsvár, 1923). A népiskolák IV-VIII. osztályai számára szerkesztett magyar olvasókönyveit (1928-37) a katolikus elemi iskolákban használták, a VI-VII. osztályok számára egészségtant írt (1931). Szépprózai írásgyűjteménye Az endrédi leányvásár és más elbeszélések (Kolozsvár, 1928); versei Szívvel (Szováta, 1928) című alatt jelentek meg; falusi históriája Az elveszett leány (Kolozsvár, 1928). Apjának, Földes Józsefnek, a csíksomlyói tanító-igazgatónak 19. századbeli jegyzeteit felhasználva adta ki didaktikus történeteit és jótanácsait: János apó tapasztalatai (Kolozsvár, 1928).